# 李亞東 (1902年)
李亞東（1902年—1950年12月1日），四川省西充縣興隆場人，民國政治人物，曾任立法院立法委員。

## 經歷[1]
- 民國17年(1928年)2月在成都法政專門學校（四川法政大學）參加中國國民黨（黨證：川37352）
- 畢業後，又進入中國國民黨黨務工作訓練班、中國國民黨黨務幹部訓練班、中央訓練團黨政班第二期受訓
- 中國國民黨西充縣黨務指導委員會登記委員，常務委員

- 中國國民黨南充縣、南部縣黨部書記長
- 民國20年（1931年）中國國民黨西充縣機關法團聯席會書記
- 中國國民黨中央執行委員會調查統計局南充通訊組組長
- 四川省第十一行政督察區及四川省第十五行政督察區黨務督導專員

- 四川省行政區黨務督導員
- 中國國民黨四川省黨部執行委員
- 民國35年(1946年)兼任南充《嘉陵日報》社董事長。
- 西充縣銀行董事長[2]
- 1950年，因反革命罪被南充人民法庭判處死刑，12月1日執行槍決。

## 出席立法院會期委員會
第一屆第一會期
- 內政及地方自治委員會
- 經濟及資源委員會
- 財政及金融委員會